# 日本山蛭
日本山蛭（学名：Haemadipsa japonica）为山蛭科山蛭属的动物，俗名天目山蛭、日本山蛭台湾亚种。分布于日本、印度尼西亚、婆罗洲、越南、印度、台湾岛以及中国大陆的云南、四川等地，多营陆地生活，栖息山林中、尤其在暖湿的山谷和坡地或高山围成的平坝地带以及也见于池塘 、溪沟的岸边和稻田田埂杂草丛以及竹林中。该物种的模式产地在日本。